# Османска миниатюра
Османската миниатюра (на турски: Osmanlı minyatür sanatı), понякога наричана турска миниатюра, е миниатюра от периода на Османската империя. Тя може да бъде свързана с традициите на персийската миниатюра, както и с влиянието на китайското изкуство и е част от изкуството за оформление на книгите наред с орнаментирането със злато (тезип), калиграфията,(hat), мраморната хартия (ебру) и подвързването (cilt). На турски за обозначаване на миниатюрна живопис в Османската империя се използват думите taswir или nakish. Студията, в които работят художниците, се наричат „Накашанци“.  

## Характеристика
Миниатюрите обикновено не са подписвани от авторите, което се свързва с „отхвърлянето на индивидуализма“ или с факта, че творбите са създавани от повече от един човек. По традиция главният художник разработва композицията (сцената) на миниатюрата, а неговите ученици и чираци рисуват контурите (наречени „тахрир“) с черно или цветно мастило, а след това и самата миниатюра. Съвременните учени откриват в някои ръкописи имената и дори изображенията на основните художници. По-често обаче е изобразяван чиновникът, работил върху текста. Хора се изобразяват най-често в османска „светска“ литература – епоси, поезия, образователна литература, медицинска. Те винаги са в малките илюстративни жанрове, не са монументални, и никога не са стриктно религиозно натоварени.
Разбирането на перспективата в османската миниатюра е съвсем различно от това в ренесансовата европейска живопис: изобразената сцена често включва в рамките на едно и също изображение различни времеви периоди. Миниатюрите следват контекста на книгата, в която са включени, като напомнят повече за по-модерни илюстрации, отколкото „автономни“ произведения на изкуството.
Боите за цветните миниатюри са получавани от прахови пигменти, смесени с яйчен белтък, а по-късно и с разредена гума арабика. Така получените цветове стават „живи“. Контрастните цветове допълнително подчертават това качество. Най-използваните цветове в османските миниатюри са ярко червено, алено, зелено и различни нюанси на синьото.
Светогледът, залегнал в основата на османската миниатюрна живопис, също се различава от светогледа в европейската ренесансова традиция: художниците като цяло не се стремят към реалистично изображение на хора, животни или неодушевени предмети, въпреки че все пак в творби от края на 16 век се наблюдават все повече прояви на реализъм. Османските художници в своите творби намекват за безкрайната и трансцендентална реалност (тоест Аллах според пантеистичната гледна точка, присъща на суфизма). Като резултат се получават стилизирани и абстрактни образи.

## История и развитие
По време на управлението на султан Мехмед II в двореца Топкапъ в Истанбул е създадена работилница „Накашан-и-Рум“, която функционира и като академия за създаване на илюстровани ръкописи. Там се работи както за султана, така и за съда. В началото на 16 век работилницата на персийски миниатюристи в Херат е затворена и известния художник Бехзад (или Бихзад) отива в Тебриз. След като османският султан Селим I през 1514 г. завладява Тебриз, изпраща много местни книги за преписване в Истанбул в двореца Топкапъ, където се създава „Персийската живописна академия“.
В резултат на това художниците от тези две работилници-академии създават две различни школи по живопис: художниците от Накашане-и-Рума, специализират в документалните книги, докато „персийските майстори“ отразяват публичния и част от личния живот на владетелите (техните портрети и историческите им постижения). В последните творби могат да бъдат открити изображения на сватби и най-вече на церемониите по обрязване. Сред творбите има и научни книги по ботаника и зоология, алхимия, космография и астрология, медицина, технически трудове и дори любовни писма.
Управлението на Сюлейман Великолепни (1520 – 1566) и по-специално на Селим II (1566 – 1574) през втората половина на 16 век се превръща в „златен век“ на османската миниатюра, тъй като през този период тя достига своя връх. Накаш Осман (известен като Осман Миниатюристът) е най-важният художник на миниатюри, а Нигари е най-важният портретист на епохата. Матрачи Насу е известен художник миниатюрист по време на управлението на Селим I и Сюлейман Великолепни. Той създава нов жанр живопис, наречен „топографска живопис“. В своите творби той изобразява градове, пристанища и замъци, без човешки фигури, с активно комбинирани изгледи. В неговите творби един и същ изглед често може да бъде видян от различни гледни точки.
По време на управлението на Селим II и Мурад III (1574 – 1595) е създаден класическият стил на османската миниатюра. Известни миниатюристи от този период са Накаш Осман, Али Челеби, Молла Касим, Хасан паша и Лютфи Абдула. В края на 16-и и началото на 17 век, особено по време на управлението на султан Ахмед I, стават популярни миниатюрите, създадени на отделна страница и предназначени за събиране в албуми. Те съществуват и по времето на Мурад III, който си поръчва цял албум от художника Велижан. До 17 век миниатюрната живопис става популярна сред жителите на Истанбул.

## В културата
- Османските миниатюристи и залезът на тяхното изкуство в Османската империя са част от сюжета в романа на Орхан Памук „Името ми е Червен“.